# Mitin y concierto en Moscú de 2023
El 22 de febrero de 2023 tuvo lugar un mitin y concierto en el estadio Luzhnikí (Moscú), denominado «Vivan los Defensores de la Patria» (en ruso: Слава защитникам Отечества). El evento se realizó en conmemoración del Día de los defensores de la Patria. Según el Ministerio de Interior de la Federación de Rusia, participaron en el evento unas 200 000 personas.

## Preparación
El 10 de febrero de 2023, RBK, citando sus fuentes, escribió que el 21 de febrero se llevaría a cabo un mensaje del presidente a la Asamblea Federal, y al día siguiente el Kremlin planea realizar un mitin y concierto a gran escala en Luzhnikí, en el que participará Vladímir Putin. Dicho mitin-concierto debería convertirse en una especie de continuación del mensaje del Presidente a la Asamblea Federal. Esto también fue confirmado por las fuentes de RIA Novosti y TASS, diciendo que se planeó un mitin-concierto para 200 mil personas con la participación de Vladímir Putin.